# Michael Oliver (scheidsrechter)
Michael Oliver (Ashington, 20 februari 1985) is een Engels voetbalscheidsrechter. Hij is in dienst van FIFA en UEFA sinds 2012. Ook leidt hij sinds 2010 wedstrijden in de Premier League.
Op 21 augustus 2010 leidde Oliver zijn eerste wedstrijd in de Engelse eerste divisie. De wedstrijd tussen Birmingham City en Blackburn Rovers eindigde in een 2–1 overwinning voor Birmingham. Hij gaf in dit duel vijf gele kaarten. Met zijn optreden tijdens deze wedstrijd werd Oliver de jongste scheidsrechter ooit in de Premier League. Twee jaar later, op 25 juli 2012, floot de scheidsrechter zijn eerste wedstrijd in de UEFA Champions League, toen in de tweede ronde Śląsk Wrocław met 0–1 verloor van Budućnost Podgorica. Oliver gaf in dit duel tweemaal een gele kaart aan een speler. Zijn eerste wedstrijd in de UEFA Europa League volgde op 9 augustus 2012. Vitesse en Anzji Machatsjkala troffen elkaar in de derde ronde (0–2). In dit duel deelde de Engelse leidsman drie gele kaarten uit, waarvan twee aan Vitesse-middenvelder Simon Cziommer, die daardoor van het veld werd gestuurd.
Oliver gaf op zaterdag 19 mei 2018 leiding aan de finale van de strijd om de FA Cup, die ging tussen Chelsea en Manchester United. Het duel in het Wembley Stadium eindigde in een 1–0 overwinning voor de ploeg uit Londen. Eden Hazard nam in die wedstrijd vanaf de strafschopstip de enige treffer voor zijn rekening, waardoor de ploeg van trainer Antonio Conte voor de achtste keer in de clubgeschiedenis de FA Cup veroverde. Oliver deelde in die wedstrijd drie gele kaarten uit, aan Thibaut Courtois (Chelsea), Phil Jones en Antonio Valencia (beiden Manchester United).
In de zomer van 2020 werd Oliver opgenomen op de lijst met scheidsrechters voor het uitgestelde EK 2020. Op het toernooi leidde hij drie wedstrijden. In mei 2022 werd hij gekozen als een van de scheidsrechters die actief zouden zijn op het WK 2022 in Qatar. Tijdens dit toernooi leidde hij drie wedstrijden. In april 2024 werd hij opgenomen op de lijst van scheidsrechters voor het EK 2024 in Duitsland. Op het toernooi floot hij twee groepswedstrijden, een achtste finale en een kwartfinale.

## Interlands
| Datum            | Plaats                        | Wedstrijd                       | Uitslag            | Competitie             | Kreeg geel | Kreeg voor de tweede keer geel en dus rood | Weggestuurd |
| ---------------- | ----------------------------- | ------------------------------- | ------------------ | ---------------------- | ---------- | ------------------------------------------ | ----------- |
| 6 februari 2013  | Londen, Engeland              | Zuid-Korea – Kroatië            | 0 – 4              | Vriendschappelijk      | 0          | 0                                          | 0           |
| 22 maart 2013    | Žilina, Slowakije             | Slowakije – Litouwen            | 1 – 1              | WK 2014 kwalificatie   | 6          | 0                                          | 0           |
| 14 augustus 2013 | Solna, Zweden                 | Zweden – Noorwegen              | 4 – 2              | Vriendschappelijk      | 2          | 0                                          | 0           |
| 15 oktober 2013  | Napels, Italië                | Italië – Armenië                | 2 – 2              | WK 2014 kwalificatie   | 3          | 0                                          | 0           |
| 15 november 2013 | Glasgow, Schotland            | Schotland – Verenigde Staten    | 0 – 0              | Vriendschappelijk      | 0          | 0                                          | 0           |
| 31 mei 2014      | Londen, Engeland              | Italië – Ierland                | 0 – 0              | Vriendschappelijk      | 0          | 0                                          | 0           |
| 4 september 2014 | Luik, België                  | België – Australië              | 2 – 0              | Vriendschappelijk      | 1          | 0                                          | 0           |
| 25 maart 2015    | Kaiserslautern, Duitsland     | Duitsland – Australië           | 2 – 2              | Vriendschappelijk      | 0          | 0                                          | 0           |
| 31 mei 2015      | Crewe, Engeland               | Noord-Ierland – Qatar           | 1 – 1              | Vriendschappelijk      | 0          | 0                                          | 0           |
| 12 juni 2015     | Almaty, Kazachstan            | Kazachstan – Turkije            | 0 – 1              | EK 2016 kwalificatie   | 3          | 0                                          | 0           |
| 10 oktober 2016  | Solna, Zweden                 | Zweden – Bulgarije              | 3 – 0              | WK 2018 kwalificatie   | 2          | 0                                          | 0           |
| 24 maart 2017    | Gijón, Spanje                 | Spanje – Israël                 | 4 – 1              | WK 2018 kwalificatie   | 1          | 0                                          | 0           |
| 6 juni 2017      | Brøndby, Denemarken           | Denemarken – Duitsland          | 1 – 1              | Vriendschappelijk      | 0          | 0                                          | 0           |
| 7 oktober 2017   | Minsk, Wit-Rusland            | Wit-Rusland – Nederland         | 1 – 3              | WK 2018 kwalificatie   | 6          | 0                                          | 0           |
| 23 maart 2018    | Wrocław, Polen                | Polen – Nigeria                 | 0 – 1              | Vriendschappelijk      | 2          | 0                                          | 0           |
| 3 juni 2018      | Liverpool, Engeland           | Brazilië – Kroatië              | 2 – 0              | Vriendschappelijk      | 4          | 0                                          | 0           |
| 8 september 2018 | Sankt Gallen, Zwitserland     | Zwitserland – IJsland           | 6 – 0              | Nations League 2018/19 | 4          | 0                                          | 0           |
| 20 november 2018 | Milton Keynes, Engeland       | Brazilië – Kameroen             | 1 – 0              | Vriendschappelijk      | 1          | 0                                          | 0           |
| 23 maart 2019    | Solna, Zweden                 | Zweden – Roemenië               | 2 – 1              | EK 2020 kwalificatie   | 5          | 0                                          | 0           |
| 12 oktober 2019  | Oslo, Noorwegen               | Noorwegen – Spanje              | 1 – 1              | EK 2020 kwalificatie   | 7          | 0                                          | 0           |
| 16 november 2019 | Wenen, Oostenrijk             | Oostenrijk – Noord-Ierland      | 2 – 1              | EK 2020 kwalificatie   | 0          | 0                                          | 0           |
| 6 september 2020 | Basel, Zwitserland            | Zwitserland – Duitsland         | 1 – 1              | Nations League 2020/21 | 3          | 0                                          | 0           |
| 14 oktober 2020  | Moskou, Rusland               | Rusland – Hongarije             | 0 – 0              | Nations League 2020/21 | 5          | 0                                          | 0           |
| 17 november 2020 | Split, Kroatië                | Kroatië – Portugal              | 2 – 3              | Nations League 2020/21 | 2          | 1                                          | 0           |
| 24 maart 2021    | Istanboel, Turkije            | Turkije – Nederland             | 4 – 2              | WK 2022 kwalificatie   | 6          | 0                                          | 0           |
| 19 juni 2021     | Boedapest, Hongarije          | Hongarije – Frankrijk           | 1 – 1              | EK 2020                | 2          | 0                                          | 0           |
| 23 juni 2021     | Sint-Petersburg, Rusland      | Zweden – Polen                  | 3 – 2              | EK 2020                | 3          | 0                                          | 0           |
| 2 juli 2021      | Sint-Petersburg, Rusland      | Zwitserland – Spanje            | 1 – 1 (1 – 3 n.s.) | EK 2020                | 3          | 0                                          | 1           |
| 5 september 2021 | Brussel, België               | België – Tsjechië               | 3 – 0              | WK 2022 kwalificatie   | 4          | 0                                          | 0           |
| 8 oktober 2021   | Larnaca, Cyprus               | Cyprus – Kroatië                | 0 – 3              | WK 2022 kwalificatie   | 4          | 0                                          | 0           |
| 13 november 2021 | Zenica, Bosnië en Herzegovina | Bosnië en Herzegovina – Finland | 1 – 3              | WK 2022 kwalificatie   | 2          | 0                                          | 1           |
| 24 maart 2022    | Solna, Zweden                 | Zweden – Tsjechië               | 1 – 0              | WK 2022 kwalificatie   | 8          | 0                                          | 0           |
| 2 juni 2022      | Sevilla, Spanje               | Spanje – Portugal               | 1 – 1              | Nations League 2022/23 | 8          | 0                                          | 0           |
| 27 november 2022 | Ar Rayyan, Qatar              | Japan – Costa Rica              | 0 – 1              | WK 2022                | 6          | 0                                          | 0           |
| 30 november 2022 | Lusail, Qatar                 | Saoedi-Arabië – Mexico          | 1 – 2              | WK 2022                | 7          | 0                                          | 0           |
| 9 december 2022  | Ar Rayyan, Qatar              | Kroatië – Brazilië              | 1 – 1 (4 – 2 n.s.) | WK 2022                | 5          | 0                                          | 0           |
| 7 september 2023 | Eindhoven, Nederland          | Nederland – Griekenland         | 3 – 0              | EK 2024 kwalificatie   | 6          | 0                                          | 0           |
| 14 oktober 2023  | Kopenhagen, Denemarken        | Denemarken – Kazachstan         | 3 – 1              | EK 2024 kwalificatie   | 3          | 0                                          | 0           |
| 22 maart 2024    | Londen, Engeland              | Colombia – Spanje               | 1 – 0              | Vriendschappelijk      | 0          | 0                                          | 0           |
| 15 juni 2024     | Berlijn, Duitsland            | Spanje – Kroatië                | 3 – 0              | EK 2024                | 1          | 0                                          | 0           |
| 21 juni 2024     | Düsseldorf, Duitsland         | Slowakije – Oekraïne            | 1 – 2              | EK 2024                | 1          | 0                                          | 0           |
| 29 juni 2024     | Dortmund, Duitsland           | Duitsland – Denemarken          | 2 – 0              | EK 2024                | 2          | 0                                          | 0           |
| 5 juli 2024      | Hamburg, Duitsland            | Portugal – Frankrijk            | 0 – 0 (3 – 5 n.s.) | EK 2024                | 2          | 0                                          | 0           |
| 6 september 2024 | Debrecen, Hongarije           | België – Israël                 | 3 – 1              | Nations League 2024/25 | 1          | 0                                          | 0           |
| 14 november 2024 | Ljubljana, Slovenië           | Slovenië – Noorwegen            | 1 – 4              | Nations League 2024/25 | 1          | 0                                          | 0           |
| 23 maart 2025    | Saint-Denis, Frankrijk        | Frankrijk – Kroatië             | 2 – 0 (5 – 4 n.s.) | Nations League 2024/25 | 7          | 0                                          | 0           |
| 5 juni 2025      | Stuttgart, Duitsland          | Spanje – Frankrijk              | 5 – 4              | Nations League 2024/25 | 5          | 0                                          | 0           |

Laatst bijgewerkt op 6 juni 2025.